# Phreatia kaniensis
Phreatia kaniensis är en orkidéart som beskrevs av Rudolf Schlechter. Phreatia kaniensis ingår i släktet Phreatia och familjen orkidéer. Inga underarter finns listade i Catalogue of Life.